# Municipio de Harrison (condado de Mercer)
El municipio de Harrison (en inglés: Harrison Township) es un municipio ubicado en el condado de Mercer en el estado estadounidense de Misuri. En el año 2010 tenía una población de 226 habitantes y una densidad poblacional de 1,99 personas por km².

## Geografía
El municipio de Harrison se encuentra ubicado en las coordenadas 40°25′19″N 93°41′42″O / 40.42194, -93.69500. Según la Oficina del Censo de los Estados Unidos, el municipio tiene una superficie total de 113.77 km², de la cual 112,79 km² corresponden a tierra firme y (0,86 %) 0,98 km² es agua.

## Demografía
Según el censo de 2010, había 226 personas residiendo en el municipio de Harrison. La densidad de población era de 1,99 hab./km². De los 226 habitantes, el municipio de Harrison estaba compuesto por el 96,9 % blancos, el 1,77 % eran amerindios y el 1,33 % eran de una mezcla de razas. Del total de la población el 0 % eran hispanos o latinos de cualquier raza.